# Раньєро Нікола
Раньєро Нікола (Raniero Nicolai) (5 жовтня 1893 — 2 квітня 1958) — італійський поет, Чемпіон літніх Олімпійських ігор 1920 року.
У 1920 році він завоював золоту медаль в мистецькому конкурсі на Олімпійських іграх у категорії «Література» за твір «Canzoni Olimpioniche» («Олімпійська пісня»).